# Scaphochlamys
Scaphochlamys là một chi thực vật có hoa trong họ Zingiberaceae, được John Gilbert Baker mô tả khoa học đầu tiên năm 1892, với loài duy nhất được mô tả là Scaphochlamys malaccana.
Năm 2016, Yen Yen Sam et al. tách 8 loài ở Borneo (gồm S. argentea, S. biru, S. calcicola, S. iporii, S. petiolata, S. reticosa, S. salahuddiniana, S. stenophylla) ra thành chi riêng, gọi là Borneocola - với B. reticosus là loài điển hình, nhưng Ooi et al. (2017) cho rằng việc tách ra này chưa đủ độ thuyết phục và vẫn duy trì 8 loài này trong Scaphochlamys.
Về quan hệ phát sinh chủng loài thì Scaphochlamys có quan hệ họ hàng gần với Myxochlamys. Về hình thái học, nó cũng giống với Distichochlamys.

## Phân bố
Các loài trong chi này là bản địa khu vực từ miền nam Thái Lan kéo dài về phía nam tới Malaysia bán đảo, miền bắc Borneo và Sumatra.

## Mô tả
Địa thực vật thân thảo, sống lâu năm, có thân rễ. Thân rễ chủ yếu bò lan theo chiều ngang, đôi khi mọc nghiêng lên phía trên hoặc thẳng đứng; nói chung mỏng và dạng gỗ, không bao giờ mọng thịt hoặc có củ. Các thành phần (chồi lá) hoặc là chen chúc nhau hoặc cách xa nhau, từ 1 lá tới nhiều lá, các cây non luôn luôn nhiều lá, các chồi được các bẹ bao bọc ở gốc, các bẹ này từ nhẵn nhụi đến rậm lông tơ đến có lông cứng lởm chởm mềm, thường khô xác và rữa nát khi già; cuống lá ở gốc hình gối ở các loài trên đảo Borneo, mỏng, có rãnh, thỉnh thoảng thon tròn búp măng, có lông tơ, lông cứng lởm chởm mềm hoặc nhẵn nhụi; bẹ lá có mép dạng màng rộng, có lông tơ hoặc nhẵn nhụi, lưỡi bẹ 2 thùy rời, dạng màng mỏng, dễ vỡ, thường hình tam giác, xuất hiện ở bất kỳ đâu từ phần gốc của cuống lá và sau đó ẩn giữa các bẹ không phiến lá đến ngay phía dưới điểm chèn của phiến lá; phiến lá hình trứng ngược đến hình trứng, hình mũi mác hoặc thẳng, phổ biến nhất là hình elip, đối xứng hoặc thường gặp hơn là hơi bất đối xứng; đáy men xuống và sau đó thon nhỏ dần, thuôn tròn hoặc hình tim; đỉnh từ nhọn đến nhọn thon, đôi khi có mấu nhọn hoặc nhọn rộng; mặt gần trục màu xanh lục sẫm, đôi khi với các đốm màu; mặt xa trục màu xanh lục nhạt hoặc ánh màu tía hay màu hạt dẻ ở các cường độ khác nhau, thường có lông tơ hoặc nhiều lông dọc theo gân giữa; gân lá song song-hình lông chim, tỏa ra từ gân giữa, các gân bậc cao hơn đôi khi có dạng khảm – như ở S. reticosa. Cụm hoa bao gồm các lá bắc sắp xếp xoắn ốc, đôi khi thành 2 hàng; nhỏ gọn và hình trứng hoặc hình elipxoit, hoặc lỏng lẻo với cán hoa có thể nhìn thấy giữa các lá bắc, phát triển đối ngọn và thường thuôn dài khi già; lá bắc rộng và có túi đến hình trứng, hình thuyền, hình thìa và thẳng, không hợp sinh ở bên, gốc ôm thân, như da hoặc như màng, từ nhẵn nhụi đến rậm lông tơ, màu xanh lục, nâu đỏ, đỏ hoặc đỏ tía; lá bắc con đầu tiên được chèn ở góc 180° so với lá bắc, thường hình thuyền đến thẳng, 2 sống lưng, các mép chồng lên nhau nhưng không hợp nhất, đỉnh nhọn đến 3 thùy, đôi khi có mào lông, thường chỉ ngắn hơn lá bắc liên kết, từ nhẵn nhụi đến có lông tơ mịn; các lá bắc con kế tiếp giảm dần kích thước; hoa tới 2 mỗi lá bắc; đài hoa hình ống, chẻ một bên, đỉnh thường 3 răng, ngắn hơn lá bắc con đầu tiên; ống tràng hoa thanh mảnh ở gốc, nở rộng ở đỉnh, đôi khi có lông tơ mịn; các thùy tràng hoa thẳng, thường màu trắng, nhẵn nhụi, thùy tràng lưng thường cứng với đỉnh nhọn, có nắp, các thùy tràng bên thảng với đỉnh thuôn tròn; tràng hoa thường màu trắng, đôi khi màu vàng nhạt đến vàng hoặc xanh lục nhạt; các nhị lép bên thuôn dài đến hình trứng ngược, đỉnh thuôn tròn, tỏa rộng lệch; cánh môi hình trứng ngược, từ không cuống đến có vuốt, phẳng, thường 2 thùy, đôi khi nguyên, các thùy thường chồng lên nhau, màu trắng với dải giữa màu vàng, dải này thường với các đốm màu sắc khác nhau ở hai bên, màu từ hồng, tía đến đỏ, đôi khi có các vết màu dễ thấy ở gần đáy, hơi có rãnh ở giữa về phía đáy, rãnh này có lông tơ nhiều hoặc ít; nhị hoa uốn cong về phía trước trên cánh môi, hướng xuống dưới; chỉ nhị rộng; mô vỏ bao phấn 2, thẳng, nứt theo chiều dọc, mỗi mô vỏ với cựa ngắn ở gốc, đỉnh bao phấn với mào ngắn uốn ngược từ thuôn tròn đến 3 thùy; tất cả các thành viên của bộ nhị (gồm nhị lép, cánh môi và mặt lưng của bao phấn) thường được các lông tuyến nhỏ che phủ; đầu nhụy nằm ngay phía trên đỉnh mô vỏ bao phấn, được mào hỗ trợ, hình chén thuôn tròn, rìa lỗ nhỏ có một một hàng lông rung với độ dài và độ dày khác nhau; vòi nhụy rất nhỏ, đôi khi nằm trong rãnh bên trong ống tràng hoa; bầu nhụy hạ, 1-3 ngăn, màu trắng kem, nhỏ, từ nhẵn nhụi tới có lông tơ mịn, noãn đính đáy; tuyến trên bầu 2, hình kim, phủ lên bầu nhụy, màu vàng kem. Quả hình elipxoit, thành mỏng, được các lá bắc bền bao quanh, vỏ quả ngoài nhẵn hoặc có gò nhỏ, tách ra khi quả chín. Hạt hình elipxoit, màu từ nâu sẫm đến đen, với áo hạt màu trắng xé rách tới đáy. Số nhiễm sắc thể 2n = 26 và 10 (Borneocola).

## Các loài
Tại thời điểm tháng 3 năm 2021 POWO ghi nhận chi này gồm 57 loài, với 1 loài mô tả năm 2020 chưa được POWO ghi nhận. Các loài thuộc chi này có thể chia thành 6 nhóm là Anomala, Petiolata, Limiana, Polyphylla, Calcicola và Graveolens.
- Scaphochlamys abdullahii Y.Y.Sam & Saw, 2005
- Scaphochlamys anomala (Hallier f.) R.J.Searle, 2010
- Scaphochlamys argentea R.M.Sm., 1987
- Scaphochlamys atroviridis Holttum, 1950
- Scaphochlamys baukensis Y.Y.Sam, 2015
- Scaphochlamys biloba (Ridl.) Holttum, 1950
- Scaphochlamys biru Meekiong, 2015
- Scaphochlamys breviscapa Holttum, 1950
- Scaphochlamys burkillii Holttum, 1950
- Scaphochlamys calcicola A.D.Poulsen & R.J.Searle, 2005
- Scaphochlamys concinna (Baker) Holttum, 1950
- Scaphochlamys cordata Y.Y.Sam & Saw, 2005
- Scaphochlamys disticha Y.Y.Sam & Ibrahim, 2018
- Scaphochlamys durga Ooi, Meekiong & S.Y.Wong, 2017
- Scaphochlamys endauensis Y.Y.Sam & Ibrahim, 2015
- Scaphochlamys erecta Holttum, 1950
- Scaphochlamys gracilipes (K.Schum.) S.Sakai & Nagam., 2006
- Scaphochlamys grandis Holttum, 1950
- Scaphochlamys graveolens Ooi, Meekiong & S.Y.Wong, 2017
- Scaphochlamys hasta Ooi, Meekiong & S.Y.Wong, 2017
- Scaphochlamys iporii Meekiong & Ampeng, 2011
- Scaphochlamys jarumensis C.K.Lim & Meekiong, 2017
- Scaphochlamys johorensis Y.Y.Sam, 2015
- Scaphochlamys klossii (Ridl.) Holttum, 1950
- Scaphochlamys krauensis Y.Y.Sam, 2010
- Scaphochlamys kunstleri (Baker) Holttum, 1950
- Scaphochlamys lanceolata (Ridl.) Holttum, 1950
- Scaphochlamys lanjakensis Ooi, Meekiong & S.Y.Wong, 2017
- Scaphochlamys laxa Y.Y.Sam & Saw, 2005
- Scaphochlamys limiana Meekiong & Yazid, 2015
- Scaphochlamys longipedunculata Maknoi, Ruchis. & Jenjitt., 2020[5]
- Scaphochlamys lucens Ooi, Meekiong & S.Y.Wong, 2017
- Scaphochlamys malaccana Baker, 1892 - Loài điển hình.
- Scaphochlamys minutiflora Jenjitt. & K.Larsen, 2002
- Scaphochlamys multifolia Ooi, Meekiong & S.Y.Wong, 2017
- Scaphochlamys nigra Ooi, Meekiong & S.Y.Wong, 2017
- Scaphochlamys obcordata Sirirugsa & K.Larsen, 1991
- Scaphochlamys oculata (Ridl.) Holttum, 1950
- Scaphochlamys pennipicta Holttum, 1950
- Scaphochlamys penyamar Ooi, Meekiong & S.Y.Wong, 2017
- Scaphochlamys perakensis Holttum, 1950
- Scaphochlamys petiolata (K.Schum.) R.M.Sm., 1987
- Scaphochlamys polyphylla (K.Schum.) B.L.Burtt & R.M.Sm., 1972
- Scaphochlamys pseudoreticosa Ooi, Meekiong & S.Y.Wong, 2017
- Scaphochlamys pusilla Y.Y.Sam, 2010
- Scaphochlamys reticosa (Ridl.) R.M.Sm., 1987
- Scaphochlamys rubescens Jenjitt. & K.Larsen, 2002
- Scaphochlamys rubromaculata Holttum, 1950
- Scaphochlamys salahuddiniana Meekiong, Ampeng & Ipor, 2011
- Scaphochlamys samunsamensis Meekiong & Hidir, 2015
- Scaphochlamys scintillans Ooi, Meekiong & S.Y.Wong, 2017
- Scaphochlamys stenophylla Ooi & S.Y.Wong, 2014
- Scaphochlamys subbiloba (Burkill ex Ridl.) Holttum, 1950
- Scaphochlamys sylvestris (Ridl.) Holttum, 1950
- Scaphochlamys tahanensis Y.Y.Sam & Saw, 2015
- Scaphochlamys tekamensis C.K.Lim, 2017
- Scaphochlamys tenuis Holttum, 1950
- Scaphochlamys uniflora Ooi, Meekiong & S.Y.Wong, 2017